# Le Grand-Serre

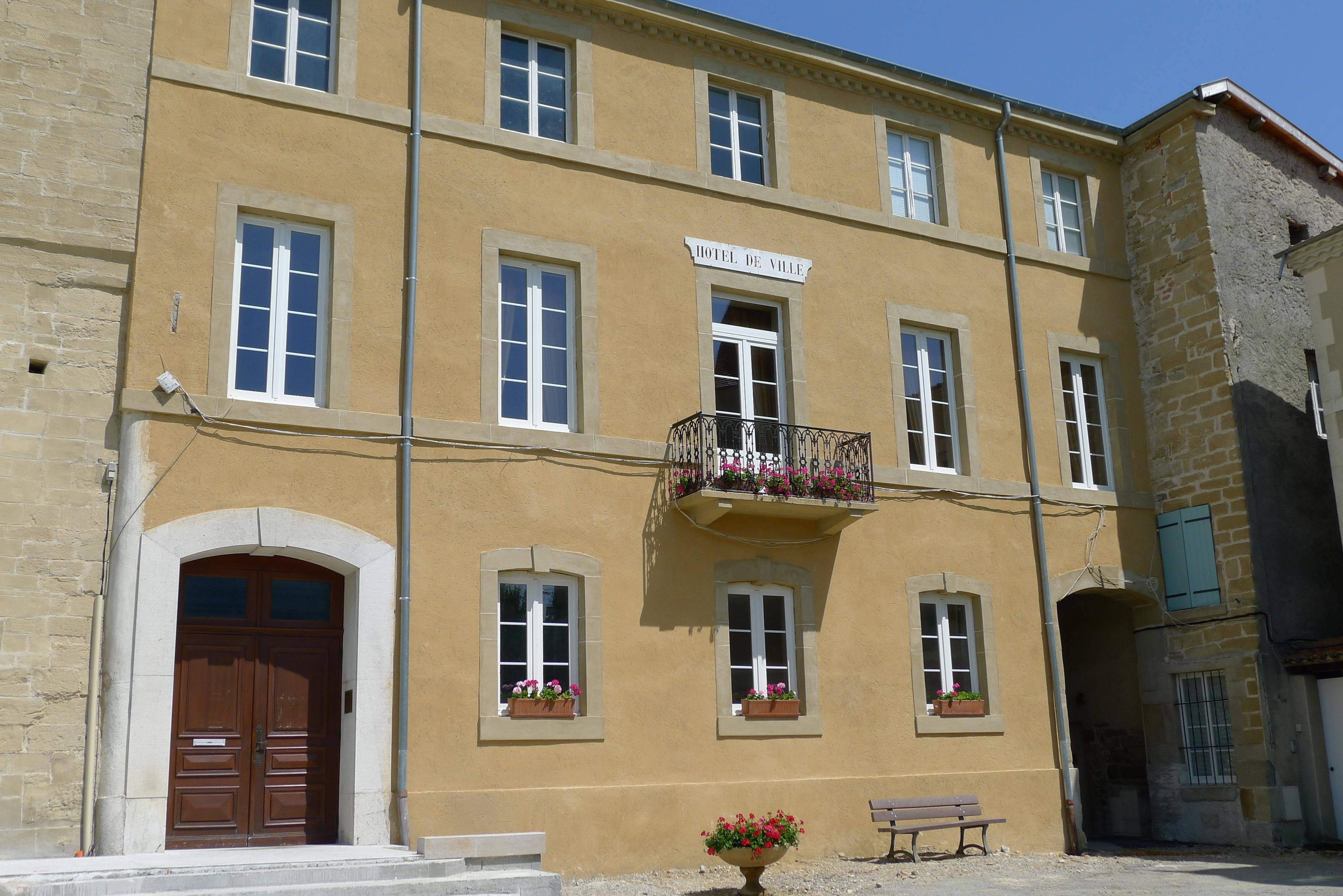
Ratusz w Le Grand-Serre, 2011

Le Grand-Serre – miejscowość i gmina we Francji, w regionie Owernia-Rodan-Alpy, w departamencie Drôme.
Według danych na rok 1990 gminę zamieszkiwały 722 osoby, a gęstość zaludnienia wynosiła 29 osób/km² (wśród 2880 gmin regionu Rodan-Alpy Le Grand-Serre plasuje się na 963. miejscu pod względem liczby ludności, natomiast pod względem powierzchni na miejscu 332.).